# Cheikh Ahmadou Bamba
Cheikh Ahmadou Bamba (Mbacké, 1853 – Diourbel, 19 luglio 1927) è stato un religioso senegalese di fede musulmana, fondatore della confraternita murid (Muridiyya).

## Biografia
Cheikh Ahmadou Bamba Mbacké, noto più semplicemente come Ahmadou Bamba o come Aamadu Bamba Mbàckè o Sëriñ Tuubaa (che significa "Sceicco di Touba") in wolof, e come Shaykh Aḥmad ibn Muḥammad ibn Ḥabīb Allāh oppure Khadīmu 'l-Rasūl (che significa "Il servitore del messaggero") in arabo, è nato nel villaggio Mbacké fondato dal suo bisnonno Muhammad al-Khayr. Parente del potente capo della tribù wolof Lat Dior e membro del ricco clan di Mbacké, rinunciò presto alla sua nobile stirpe e scelse un cammino di devozione religiosa. Alla scuola coranica, apprese l'insegnamento del Corano e d'altre materie teologiche. Solo dopo la morte del padre, avvenuta nel 1882, Ahmadou Bamba poté rivelare per intera la propria personalità mistica dedicandosi interamente a una vita santa e orientata sull'imitazione del profeta.
Nel 1882 creò la confraternita muride (via dell'imitazione del profeta). Nel 1888 fondò la città di Touba dove affluirono folle di discepoli per venerarlo, suscitando così la gelosia di alcuni capi religiosi tradizionali e provocando l'inquietudine delle autorità francesi che stavano tentando di imporre alla colonia i valori culturali occidentali. I francesi volevano assolutamente la sua morte tentando in tutti modi di ammazzarlo ma ne usciva sempre vivo e ancora più convinto di quello che faceva. Come lui i francesi hanno esiliato molti altri che sembravano andare contro i valori europei, ma, a sua eccezione, nessuno è riuscito a tornare vivo. Proprio per togliergli la vita, infatti, lo hanno portato a Libreville(Gabon), a Mayombe(Congo) e anche in altri posti ritenuti più selvatici nell'Africa di allora senza alcun successo. 
Nel 1895 fu arrestato a Djéwal e dopo un mese fu esiliato in Gabon. Nel 1902 poté rientrare in patria e il numero dei discepoli aumentò, dando nuovamente motivo di preoccupazione a volte trasformata in vera e propria persecuzione da parte dei colonizzatori. Inoltre Serigne Touba è un letterato nonché un poeta sommo. Scriveva in lingua araba. Oggi molti dei suoi scritti sono tradotti in diverse lingue. Fra questi abbiamo Massalikoul-Jinaan (gli itinerari del paradiso). Si stima che Cheikh Ahmadou Bamba abbia scritto più di 7 tonnellate. In Senegal c'è una grande biblioteca, DAARAY-KAAMIL, in cui sono raccolti e conservati gran parte dei suoi scritti. Questa fu fondata per volere di Serigne Abdoul-Ahad figlio e terzo kaliffo di Serigne Touba.
Nel 1903 fu accusato ingiustamente di detenzione di materiale bellico e fu esiliato nuovamente, a Saout-Elma in Mauritania. Nel 1907 fu autorizzato a rientrare in Senegal, in seguito a una richiesta ufficiale formulata dal governatore della Mauritania. Nel 1911, si stabilì a Diourbel dove, nel 1925 ottenne l'autorizzazione per la costruzione della moschea di Touba, che fu inaugurata dopo molti anni, nel 1963. Morì a Diourbel il 19 luglio 1927 e il suo corpo fu interrato in quella che era la sua casa a Touba a quei tempi, precisamente in una baracca che aveva fatto costruire lui stesso, il luogo oggi é una delle tre cupole che compongono la magnifica grande moschea di Touba, città dove  ogni anno 3-4 milioni di fedeli giungono da tutto il mondo per celebrare il Magal (una celebrazione che è seconda, in numero di fedeli, solo al pellegrinaggio alla mecca Hajj, per altro prescritta).

## Dottrina
L'economia del Senegal ha avuto un grande contributo a seguito della sua dottrina, in quanto ha insegnato che la salvezza è dovuta al lavoro, non importa se e quanto duro svolto durante la vita. Con l'avvento, tantissimi fedeli murid si sono espansi in nuove terre fondando nuovi paesi dove praticare l'agricoltura. La sua visione moderata e illuminata dall'amore per il resto della propria comunità ha inoltre fatto da barriera per l'avanzamento di un islamismo più radicale e intollerante. Infatti i due concetti principali che lo sceicco introduce spesso nei suoi racconti sono l'adorazione di Allah e l'amore per il lavoro. Quasi tutti i discepoli immigrati che vivono soprattutto in Italia e in Spagna applicano queste due raccomandazioni e grazie a ciò contribuiscono a seguire la retta via, oltre che a fornire proventi per migliorare la moschea di Touba e ad aiutare le migliaia di Daara (scuole coraniche) presenti in Senegal.

## La venerazioni
Cheikh Abdoul Ahad Mbacke, il terzo califfo e figlio di Cheikh Ahmadou Bamba ha dichiarato che Ahmadou Bamba ha incontrato il profeta Maometto durante il mese del Ramadan nel 1895 a Touba, il quale gli ha conferito il titolo di "mujaddid" della sua era.
Si è in possesso di una sola fotografia che lo ritrae, in cui egli indossa una veste bianca e si intravede il suo volto, in gran parte coperto da una sciarpa. Questa immagine è venerata ed è ormai un'icona sacra, riprodotta su muri o su taxi e bus, e visibile per tutto il Senegal.
Ogni anno, milioni di musulmani da tutto il mondo fanno pellegrinaggio a Touba per onorare la memoria di Cheikh Amadou Bamba nella sua moschea. Ogni 5 settembre, migliaia di discepoli si recano a Saint-Louis in pellegrinaggio. Durante questa occasione, i credenti pregano di fronte all'oceano Atlantico, per commemorare la preghiera in acqua di Bamba. Lo Cheikh si trovava nella nave francese quando scattò l'ora della preghiera. Prima chiese ai francesi se poteva pregare nella loro nave, i francesi risposero negativamente, allorché Cheikh Ahmadou Bamba lasciò cadere sull'oceano il suo tappeto e vi saltò sopra. Questo rappresenta il profondo rispetto di Cheikh Ahmadou Bamba: non mancò di rispetto né ai francesi (che gli avevano vietato di pregare nella loro nave) né ad Allah.

## I suoi califfi
Dopo la sua morte avvenuta nel 1927 il suo primogenito Muhamadou Moustapha fu il suo primo successore e negli anni a venire ci furono una serie di successioni fino ai nostri tempi, ecco la lista completa:
- Serigne Muhamadou Moustapha Mbacke (1927-1945)
- Serigne Fallou Mbacke (1945-1968)
- Serigne Abdoul Ahad Mbacke (1968-1989)
- Serigne Abdoul Khadre Mbacke (1989-1990)
- Serigne Saliou Mbacke (1990-2007), ultimo figlio dello Cheikh
- Serigne Mouhamadou Lamine Bara Mbacke (2007-2010), inizio dell'era dei nipoti
- Serigne Cheikh Maty Lèye Mbacke (detto Serigne Sidy Mokhtar M'Backé) (2010- 2018)
- Serigne Mountakha Mbacke (2018- attualmente califfo)